# Piorunów (gmina)
Piorunów – dawna gmina wiejska istniejąca do 1939 roku w woj. łódzkim i poznańskim. Nazwa gminy pochodzi od wsi Piorunów, lecz siedzibą władz gminy była Wyszyna.
W okresie międzywojennym gmina Piorunów należała do powiatu konińskiego w woj. łódzkim. 1 kwietnia 1938 roku gminę wraz z całym powiatem konińskim przeniesiono do woj. poznańskiego.
Gminę zniesiono 1 kwietnia 1939 roku, a jej obszar przyłączono do gmin Brzeźno (gromady Adamów, Genowefa Piorunowska, Hiszpania, Ignacew, Izabelin, Kałek, Smólnik i Teresina) i Władysławów (gromady Beznazwa, Chylin, Głogowa, Jabłonna, Kamionka, Kuny, Leonia, Przyborów, Stawki, Stefania, Tarnowski Młyn i Wyszyna). Obszary włączone do gminy Władysławów zostały wraz z całą gminą równocześnie przyłączone do powiatu tureckiego.